# Automobiles Gamma

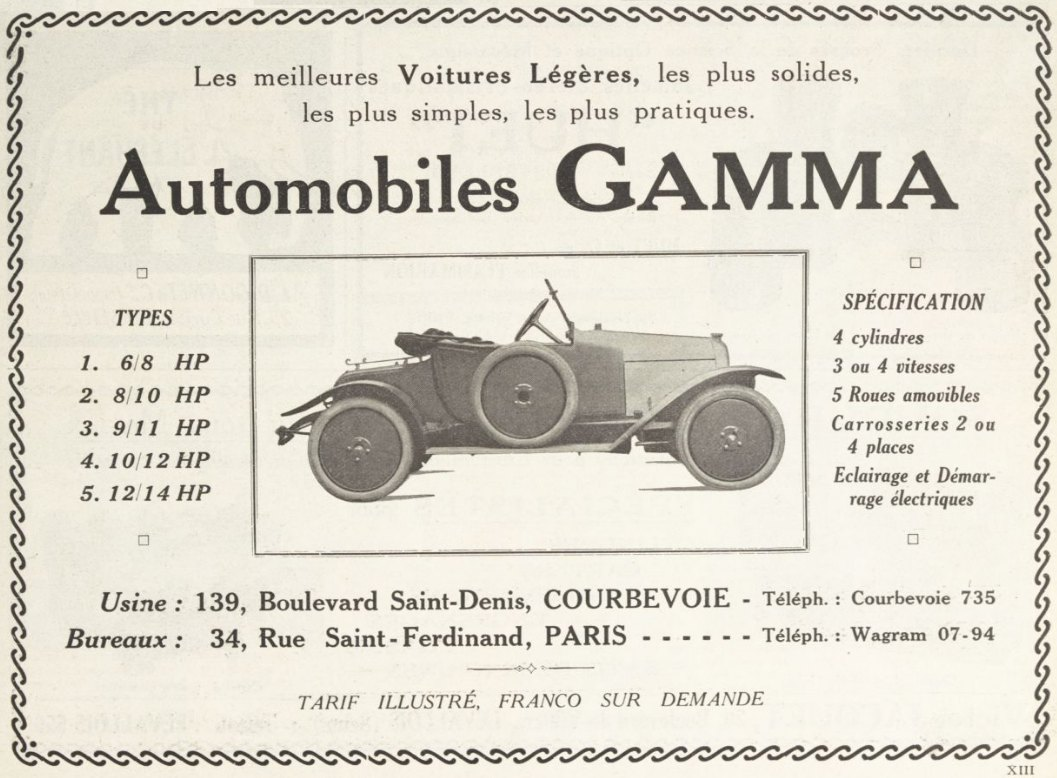
Werbeanzeige des Unternehmens, wie sie in der Literatur dem Modelljahr 1921 zugeordnet wird

Die Société des Automobiles Gamma war ein französischer Hersteller von Automobilen.

## Unternehmensgeschichte
Das Unternehmen wurde 1914 vor dem Beginn des Ersten Weltkriegs gegründet. Im gleichen Jahr entstand ein Prototyp, der allerdings nicht in Produktion ging.
Zumindest in der Zeit ab 1919 war der Sitz an der Rue Saint-Ferdinand 34 in Paris. Die Fabrik befand sich am Boulevard Saint-Denis 139 in Courbevoie. Auf dem 15. Pariser Autosalon, der vom 9. bis zum 19. Oktober 1919 stattfand, stellte Gamma noch nicht aus. 1920 fiel der Autosalon aus. 1920 oder 1921 begann die Produktion von Automobilen. Der Markenname lautete Gamma. Am Pariser Autosalon im Oktober 1921 im Grand Palais nahm Gamma teil. Der Stand war zwischen den Ständen von Elysée und L. Vienne. 1922 endete die Produktion. Insgesamt entstanden nur wenige Fahrzeuge.

## Fahrzeuge
Der Prototyp von 1914 wurde auch Gamma-Hébé genannt.
1920 stand nur ein Modell im Sortiment. Der 10/12 HP war gegenüber dem Prototyp erheblich modernisiert worden. Der Vierzylindermotor mit 65 mm Bohrung und 120 mm Hub hatte angegebene 1590 cm³ bzw. rechnerisch 1593 cm³ Hubraum. Er kam von Établissements Ballot. Das Fahrgestell hatte 255 cm³ Radstand. Die einzige angebotene Karosseriebauform war ein Torpedo mit zwei Sitzen. Der Neupreis betrug 13.000 Franc.
Für das Jahr 1921 ist eine Anzeige des Unternehmens überliefert, die die Fahrzeuge als „die besten leichten Wagen, die solidesten, die einfachsten, die praktischsten“ bezeichnet. Darin werden fünf Modelle angeboten: 6/8 HP, 8/10 HP, 9/11 HP, 10/12 HP und 12/14 HP. Genannt werden Vierzylindermotoren, Drei- und Vierganggetriebe sowie zwei- und viersitzige Karosserien. Dies war ein viel zu großes Sortiment für ein kleines Unternehmen.
- 1131 cm³ Hubraum mit 60 mm Bohrung und 100 mm Hub; 9.500 Franc
- 1327 cm³ Hubraum mit 65 mm Bohrung und 100 mm Hub; 9.750 Franc
- 1592 cm³ Hubraum mit 65 mm Bohrung und 120 mm Hub; 10.000 Franc
- 1888 cm³ Hubraum mit 68 mm Bohrung und 130 mm Hub; 10.500 Franc
- 2297 cm³ Hubraum mit 75 mm Bohrung und 130 mm Hub; 11.500 Franc
- 1357 cm³ Hubraum mit 60 mm Bohrung und 120 mm Hub; 12.000 Franc[8]

Für 1922 sind nur noch zwei verschiedene Motoren genannt. Der kleinere Motor mit 1,5 Liter Hubraum kam von Ballot und der größere mit 2 Liter Hubraum von Alto.
Eine Quelle gibt unabhängig von den Jahren einen 1,5-Liter-Motor von Ballot mit SV-Ventilsteuerung und den 2-Liter-Alto-Motor an. Außerdem wird ein Spitzkühler genannt. Eine andere Quelle nennt für den Ballot-Motor 1590 cm³ Hubraum, gibt für den Alto-Motor 1994 cm³ Hubraum und ebenfalls SV-Ventilsteuerung an und nennt auch den Spitzkühler. Eine weitere Quelle nennt Motoren mit 1131 cm³, 1593 cm³ und 2297 cm³ Hubraum.